# 하이잭디스
하이잭디스(HijackThis, HJT)는 마이크로소프트 윈도우에서 악성 소프트웨어 및 애드웨어를 탐지하는 자유-오픈 소스 도구이다. 원래 메리진 벨레콤이 만들었고 나중에 트렌드 마이크로에 인수되었다. 이 프로그램은 알려진 스파이웨어 데이터베이스에 의존하지 않고 사용자 컴퓨터를 빠르게 검사하여 가장 일반적인 악성 코드 위치를 표시하는 것으로 유명하다. 하이잭디스는 스파이웨어를 제거하거나 탐지하기 위한 것이 아니라 주로 맬웨어 진단에 사용된다. 정보 없이 제거 기능을 사용하면 컴퓨터에 심각한 소프트웨어 손상을 초래할 수 있기 때문이다. 브라우저 하이재킹으로 인해 컴퓨터에 악성 코드가 설치될 수 있다.
2012년 2월 16일 트렌드 마이크로는 하이잭디스 소스 코드를 오픈 소스로 공개했으며 현재 소스포지 사이트에서 사용할 수 있다.